# Sóller
Sóller är en kommun på Mallorca i den spanska regionen Balearerna. Sóller är bland annat känt för kyrkan Sant Bartomeu. Antalet invånare är 13 744 (2024). Kommunen Sóller gränsar till Bunyola, Deià, Fornalutx och Escorca.
De viktigaste orterna i kommunen är centralorten Sóller och hamnen Port de Sóller (2 885 invånare år 2009).